# Comté de Charlevoix (Québec)
Pour les articles homonymes, voir Charlevoix (homonymie).
Le comté de Charlevoix était un comté municipal du Québec ayant existé à partir de 1855 et ayant été divisé dès 1858 en deux entités, le comté de Charlevoix-Est et le comté de Charlevoix-Ouest,, respectivement appelées alors la première division du comté de Charlevoix et la deuxième division du comté de Charlevoix. Le territoire qu'il couvrait fait aujourd'hui partie de la région de la Capitale-Nationale et est réparti entre les MRC de Charlevoix-Est et de Charlevoix. Son chef-lieu était La Malbaie.

## Municipalités situées dans le comté
- Petite-Rivière-Saint-François
- Baie Saint-Paul
- Saint-Urbain
- Les Éboulements
- Saint-Irénée
- La Malbaie
- L'Isle-aux-Coudres
- Saint-Siméon
- Saint-Fidèle
- Baie-Sainte-Catherine